# یواس‌اس اش (ای‌ان-۷)
یواس‌اس اش (ای‌ان-۷) (به انگلیسی: USS Ash (AN-7)) یک کشتی بود که طول آن 151 ft 8 in بود. این کشتی در سال ۱۹۴۱ ساخته شد.